# Hyacintkolibri
Hyacintkolibri (Boissonneaua jardini) är en fågel i familjen kolibrier.

## Utbredning och systematik
Fågeln förekommer i västra Anderna i sydvästra Colombia och nordvästra Ecuador. Den behandlas som monotypisk, det vill säga att den inte delas in i några underarter.

## Status
Trots det begränsade utbredningsområdet och att den tros minska i antal anses beståndet vara livskraftigt av internationella naturvårdsunionen IUCN. 

## Namn
Fågelns vetenskapliga släktesnamn hedrar Auguste Boissonneau (1802-1883), fransk ornitolog och handlare i vetenskapliga specimen.